# Huawei Nova lite 2017
Huawei Nova lite 2017  — бюджетний смартфон компанії Huawei, який вийшов в серпні 2017 року.
В інших країнах також продається під назвами Huawei Y6 Pro 2017 та P9 lite mini.
Станом на листопад 2018 року в Україні смартфон коштує від 2 999 грн.

## Зовнішній вигляд
Телефон отримав алюмінієвий корпус товщиною 8,05 мм. З тильної сторони розміщені дактилоскопічний датчик та камера зі світлодіодним спалахом.
Спереду 5-дюймовий дисплей типу IPS-LCD з роздільною здатністю 1280х720 px і щільністю 294 ppi. Лицьову панель захищає скло зі скругленням 2,5D.
Смартфон не має кнопки «Додому», елементи керування на-екранні.
Модель випускається в чорному, золотому та срібному кольорах.
Пристрій має аудіовихід 3,5 мм (mini-jack) і заряджається за допомогою Micro USB.

## Апаратне забезпечення
Смартфон побудовано на базі Qualcomm MSM8917 Snapdragon 425. Це процесор з 4 ядрами Cortex-A53 частотою 1,4 ГГц. Графічний процесор — Adreno 308.
Об'єм внутрішньої та оперативної пам'яті склав 16 і 2 ГБ відповідно. Можливо встановити карту пам'яті Micro SD об'ємом до 128 ГБ.
Смартфон отримав основну камеру на 13 МП з фокусною відстанню f/2.0 та 5 МП фронтальну камеру з f/2.4.
Акумулятор незнімний ємністю 3020 мАч.

## Програмне забезпечення
Працює на ОС Android 7.0 (Nougat), графічна оболонка EMUI 5.1.
Підтримує стандарти зв'язку: 2G, 3G, GSM 850/1900, GSM 900/1800, LTE немає, WCDMA(UMTS) 900/2100.
Бездротові інтерфейси: Bluetooth, GPS, Wi-Fi 802.11 b/g/n.
Смартфон підтримує системи навігації A-GPS, Glonass, GPS.
Аудіоформати: MP3, eAAC+, WAV, Flac.
Підтримує відтворення відео в форматах: MP4, H.264.